# مايكل بلوم
مايكل بلوم (بالألمانية: Michael Blum)‏ (و. 1966 – م) هو كاتب، من النمسا، ولد في القدس.